# Угода про торгівлю та співробітництво між ЄС та Великою Британією
«Угода про торгівлю та співробітництво між ЄС і Сполученим Королівством» (англ. EU–UK Trade and Cooperation Agreement (TCA) — торгова угода, укладена між Європейським союзом, Європейською спільтою з атомної енергії та Сполученим Королівством 30 грудня 2020 року. Вона тимчасово застосовується з 1 січня 2021 року до дати закінчення перехідного періоду, передбаченого Угодою про вихід Сполученого Королівства з Європейського Союзу.
Церемонія підписання угоди відбулася в штаб-квартирі Ради Євросоюзу в Брюсселі, після того, як дві сторони 24 грудня під час довгих переговорів досягли угоди про торгівлю та співробітництво після виходу Великої Британії з Європейського союзу. Документи підписав так само британський прем'єр-міністр Борис Джонсон. Угода була ратифікована Європарламентом, а також схвалено британським парламентом.
У ніч на четвер, 31 грудня, королева Єлизавета II затвердила угоду про торгівлю та співробітництво між Великою Британією і ЄС.
Угода регулює відносини між ЄС та Великою Британією після виходу Великої Британії з Європейського Союзу. Воно було підписано за підсумками восьмимісячних переговорів. Угода передбачає свободу торгівлі товарами і взаємно обмежений доступ на ринки послуг, а також механізми співпраці в різних областях політики, перехідні положення щодо доступу країн ЄС до рибної ловлі в британських водах і участь Великої Британії в деяких програмах Євросоюзу. З 1 січня 2021 року припиняє діяти умови, які були передбачені колишнім статусом Великої Британії як держави-члена ЄС і не увійшли ні в цю угоду, ні в попередню Угоду про Брексит: свобода пересування людей між Великою Британією і територією Євросоюзу, членство Великої Британії у Європейському єдиному ринку і Митному союзі ЄС, участь Великої Британії в більшості програм Євросоюзу, деякі види співпраці між правоохоронними органами і службами безпеки сторін, включаючи доступ до даних про злочини в режимі реального часу, і співробітництва в області оборони і зовнішньої політики. Юрисдикція Європейського суду в області врегулювання угод більш не поширюється на Велику Британію, крім випадків, передбачених Північноірландським протоколом.
Угода про торгівлю та співробітництво очікує ратифікації Європейським парламентом і Радою Європейського Союзу, а також має пройти правову ревізію (англ. legal revision) перед формальним вступом в силу. Парламент Великої Британії вже ратифікував цю угоду 30 грудня 2020 року ; Європейський парламент планує розглянути проєкт на початку 2021 року .

## Передісторія
У 1973 році Велика Британія стала членом Європейських Спільнот, які надалі були реорганізовані в Євросоюз і Євроатом. З того часу у Великій Британії діяли закони ЄС, в розробці яких Велика Британія теж брала участь, а Європейський суд стежив за їх виконанням.
Після того, як громадяни Великої Британії у 2016 році на референдумі прийняли рішення про вихід з Європейського Союзу, почалася підготовка до нього, а власне вихід Великої Британії з ЄС офіційно відбувся 31 січня 2020 року. Але протягом перехідного періоду, аж до 31 грудня того ж року, Велика Британія з усіх боків фактично залишалася частиною ЄС, і йшли переговори про вихід Великої Британії з ЄС, що завершилися підписанням Угоди про вихід Великої Британії з ЄС, яка визначила конкретні умови цього виходу 

## Переговори про прийняття угоди
Уряд Великої Британії, очолюваний Борисом Джонсоном, прагнув зберегти вільну торгівлю з Європейським Союзом, але так, щоб Велика Британія після виходу з нього виконувала якомога менше правил ЄС, і особливо - щоб не перебувала під юрисдикцією Європейського суду. Але Євросоюз наполягав, щоб умовою доступу британських товарів і послуг на Європейський єдиний ринок було дотримання британцями соціальних, екологічних, субсидіарних та інших норм ЄС, що дозволяє уникнути нечесної конкуренції з підприємствами країн ЄС, зобов'язаними дотримуватися всіх цих правил. Великі розбіжності виникли також з питання про рибальство. Однією з головних причин Брекзита було бажання британців повернути собі повний контроль над виловом риби в британських водах, в той час, як країни ЄС, розташовані на узбережжі європейського континенту, бажали зберегти всі або більшу частину прав, які вони мали в рамках Загальної рибальської політики.
Переговори затягувалися і могли не встигнути завершитися до закінчення перехідного періоду 31 грудня 2020 року. Велика Британія і ЄС ледве встигли укласти угоду, здатну розв'язати ці питання. Формально ці переговори почалися 31 березня 2020 року і повинні були завершитися до кінця жовтня. Представником ЄС на них був Мішель Барньє, представником Великої Британії - Девід Фрост. Але переговори тривали до 24 грудня, коли після десяти раундів нарешті вдалося досягти згоди з принципових питань.

## Підписання, ратифікація та набрання чинності

### Підписання
Після схвалення Радою Європейського Союзу 29 грудня 2020 року  Голова Європейської ради Шарль Мішель і Голова Європейської комісії Урсула фон дер Ляйен 30 грудня 2020 року підписали угоду від імені ЄС. Угода була тут же відправлена до Лондона і в той же день підписана Борисом Джонсоном від імені Великої Британії.

### Ратифікація
Внутрішні процедури Великої Британії, ЄС і Євроатому передбачають, що за підписанням такої угоди повинна слідувати його ратифікація Парламентом Великої Британії та Радою Європейського Союзу зі схвалення Європейського парламенту. У Великій Британії 30 грудня 2020 року уряд вніс до парламенту Акт про майбутні відносини з Європейським союзом, що імплементує Угоду про торгівлю та співробітництво. У той же день цей акт був прийнятий Палатою громад (521 голос проти 73) і схвалений Палатою лордів, а на наступний день, 31 грудня, він отримав королівську згоду.

### Тимчасове застосування і набуття чинності
Угода про торгівлю та співробітництво може тимчасово застосовуватися з 1 січня 2021 року до моменту вступу в силу, але не більше, ніж до 28 лютого того ж року (якщо не буде прийнято додаткову угоду про продовження тимчасового застосування). У рішенні Ради Євросоюзу про підписання угоди є положення про його тимчасове застосування, і передбачається, що Велика Британія також погодиться з тимчасовими застосуванням цього документа . Угода набрала чинності в перший день місяця, що настає за місяцем, в якому вона стала ратифікованою обома сторонами.

### Територія дії
Угода про торгівлю та співробітництво діє на територіях Великої Британії та країн Європейського Союзу. Його дія не поширюється на Гібралтар - заморську територію Великої Британії, яка також входила в ЄС, але щодо якої було укладено окрему угоду між Великою Британією, Іспанією та Євросоюзом. На островах Мен, Гернсі та Джерсі за їх згодою  угода діє в частині торгівлі товарами та послугами. У Північній Ірландії положення про торгівлю, навпаки, не застосовуються, і там продовжують діяти закони Євросоюзу і юрисдикція Європейського суду.

## Зміст
Текст Угоди про торгівлю та співробітництво разом з додатками займає 1246 сторінок. Угода докладно регулює співробітництво у сфері рибальства, громадської безпеки, торгівлі, транспорту, туризму, а також встановлює порядок взаємодії правоохоронних та судових органів сторін. Інші положення угоди включають продовження участі Великої Британії в програмах спільноти та механізми оскарження рішень.

### Торгівля товарами
Між Євросоюзом і Великою Британією здійснюється вільна торгівля товарами, виробленими на їх територіях, імпортні квоти та мита не встановлюються. Торговці можуть самостійно сертифікувати свою відповідність погодженим правилам походження товарів. Однак, оскільки Велика Британія залишає єдиний митний простір ЄС, товари, що перевозяться з ЄС до Великої Британії або назад, будуть проходити митний контроль, можуть бути обкладені ПДВ та іншими податками, які застосовуються до імпорту. Передбачено обмеження встановлення технічних перепон торгівлі, засноване на Угоді про технічні перепони торгівлі Світової організації торгівлі .

### Торгівля послугами
Ґрунтуючись на правилах СОТ, кожна сторона зобов'язується забезпечити постачальникам послуг іншої сторони не менш сприятливі умови, ніж своїм вітчизняним постачальникам таких же послуг. Ці правило покликані полегшувати транскордонне надання послуг в декількох сферах діяльності: цифрові служби (для них встановлені, в тому числі загальні правила захисту приватності), послуги з державним замовленням (частково доповнюється Угода про державне замовлення, раніше укладена в рамках СОТ), ділові поїздки та відрядження висококваліфікованих співробітників. Однак надалі не буде вільного загального доступу до ринку послуг іншого боку; наприклад, вже не можна надавати транскордонні фінансові послуги через «паспортинг». Також припиняється автоматичне визнання документів про професійну освіту і кваліфікацію.

### Енергетика, публічна політика та інші аспекти торгівлі
Відносно торгівлі енергоресурсами зберігається регуляторне та технічне співробітництво, знову підтверджується вірність цілям Паризької угоди про клімат. Але Велика Британія більше не є учасником енергетичного ринку ЄС і європейської схеми торгівлі емісійними квотами. Велика Британія уклала окрему угоду з Європейською спільнотою з атомної енергії про співробітництво в галузі мирного використання атомної енергії, яка поки не набула чинності.
Хоча кожна сторона залишається вільною і самостійною в проведенні державної політики в області субсидування, трудового права, соціального захисту, законодавства про охорону довкілля та клімату, Угода про торгівлю та співробітництво містить принципи та механізми "кровного ігрового поля", призначені для запобігання порушення умов торгівлі в результаті прийняття однієї зі сторін будь-яких заходів в цих сферах діяльності. Якщо такі заходи будуть прийняті, інша сторона отримує право на контрзаходи, які можуть бути оскаржені в арбітражі.
І у Великій Британії, і в ЄС продовжать діяти деякі з чинних положень про інтелектуальну власність, крім включених до Угоди про торговельні аспекти прав інтелектуальної власності, - в їх числі 70-річний строк дії авторських прав. Також залишаться в силі дійні до Брекзиту правила захисту найменувань місць походження товару (стаття IP.57 Угоди про торгівлю та співробітництво)  - але тільки щодо місць походження, зареєстрованих до виходу Великої Британії з ЄС, і місць у Північній Ірландії.

### Пересування людей
До виходу Великої Британії з ЄС між Великою Британією і континентальною Європою була свобода пересування людей як у межах однієї держави. Угода про торгівлю та співробітництво не передбачає збереження такої свободи. Залишається безвізовий в'їзд в туристичних, приватних і деяких інших цілях, але для перебування понад 90 днів за 180-денний період буде потрібна віза. Ті, хто збирається займатися в іншій країні будь-якою роботою чи бізнесом, за винятком ділових зустрічей і конференцій, повинні отримувати візи відповідних видів.

### Повітряний і наземний транспорт
Авіаперевізники Великої Британії та ЄС продовжать користуватися третьої і четвертою свободою повітряного простору, здійснюючи перельоти з будь-якого аеропорту Великої Британії в будь-який аеропорт ЄС і назад. Але в інших випадках у них немає вільного доступу до ринку авіаційних послуг іншого боку, в тому числі до виконання місцевих авіарейсів за межами своєї держави та рейсів з іншої країни в третю. Велика Британія вільна в укладанні двосторонніх угод з окремими країнами ЄС про п'яту свободу для вантажних авіаперевезень (наприклад, здійснюваних британським вантажоперевізником за маршрутом Лондон - Париж - Барселона)  . Продовжується співпраця в галузі авіаційної безпеки, але Велика Британія більше не братиме участі в діяльності Європейського агентства авіаційної безпеки.
Для безрейкового наземного транспорту теж встановлюються подібні обмеження: в основному, вільно можуть виконуватися тільки «прості» рейси з початкової точки на території одного боку в одну кінцеву точку на території іншої сторони, з не більш ніж двома додатковими маневрами на чужій території.

### Рибальство
Велика Британія виходить з угод ЄС про Спільну рибальську політику. Протягом перехідного періоду 5+1⁄2 років) квоти ЄС на вилов риби в британських водах будуть плавно знижуватися до рівня 75% від того, що було до Брекзита. Частки вилову риби у водах з боку один одного будуть встановлювати щорічно додатковими угодами.

### Співпраця та участь Великої Британії в програмах ЄС
В області безпеки - Велика Британія більш не бере участі в роботі агентств безпеки ЄС і втрачає доступ до Шенгенської інформаційної системи (SIS II). Але триває співпраця Великої Британії з Європолом та Євроюстом, передбачені механізми обміну відомостями, що стосується безпеки - наприклад, даними пасажирів, даними в рамках Прюмської конвенції (ДНК, відбитки пальців, реєстрація транспортних засобів), дані криміналістичного обліку.
Велика Британія вже не братиме участі в програмах субсидування розвитку, але залишиться учасницею п'яти технічних програм ЄС:
- Горизонт Європа
- Дослідних і освітніх програмах Євроатому.
- Міжнародний експериментальний термоядерний реактор.
- Програма "Коперник"
- Супутникове спостереження (частково)[24].

У програмі обміну студентами та викладачами «Еразмус» Велика Британія участі не братиме.

### Основні положення і врегулювання суперечок
Угода про торгівлю та співробітництво також передбачає створення Ради партнерства, до якого увійдуть представники Євросоюзу та Великої Британії. Діючи за взаємною згодою сторін, він уповноважений застосовувати угоду, вирішувати утворювані розбіжності шляхом переговорів і за необхідності вносити зміни в саму угоду. Також в Раді партнерства можуть укладатися додаткові угоди між сторонами, якщо в Угоді про торгівлю і співпрацю не встановлено іншого (COMPROV 2, Inst 1.2).
Коли виникли розбіжності між сторонами не вдасться вирішити на консультаціях, кожна сторона може звернутися в незалежний третейський суд. Якщо цей суд встановить, що одна зі сторін порушила свої зобов'язання, інша сторона матиме право призупинити (повністю або частково). У ролі арбітра не може виступати жоден з судових органів Великої Британії або ЄС, включаючи Європейський суд.

## Оцінки та критика

### У Європейському Союзі
Голова Європейської комісії Урсула фон дер Ляйен назвала Угода про торгівлю та співробітництво «справедливим і збалансованим», що дозволяє Європі «залишити Брексил позаду і дивитися в майбутнє». Голова Європейської ради Чарльз Мішель (Charles Michel) сказав, що ця угода «цілком захищає фундаментальні інтереси Європейського Союзу, забезпечує стабільність і передбачуваність для громадян і компаній».

### У Великій Британії
Прем'єр-міністр Борис Джонсон сказав, що Угода про торгівлю та співробітництво дозволить Великій Британії «повернути контроль над нашими законами, кордонами, валютою, торгівлею і рибальством» і змінить основу відносин Великої Британії та Євросоюзу «з законів ЄС на вільну торгівлю і дружню кооперацію». Лідер британської опозиції Кир Старма заявив, що Лейбористська партія підтримує цю угоду, тому що інакше вихід з ЄС без угоди, але лейбористи будуть домагатися в парламенті прийняття додаткових заходів з охорони праці та довкілля. Проте, багато інших членів Лейбористської партії заперечували проти такої угоди.
Шотландська національна партія виступала проти Угоди про торгівлю та співробітництво, вважаючи, що вихід з єдиного європейського ринку завдасть економічних збитків Шотландії. Решта опозиційних партій також висловилися проти Угоди про торгівлю та співробітництво.
Серед прихильників Брекзиту, які прямо підтримують цю угоду, можна відзначити консервативних британських євроскептиків з European Research Group та лідера Партії Брекзиту Найджела Фаража. Інший прихильник виходу Великої Британії з ЄС - аналітичний центр Bow Group - написав, що така Угода про торгівлю та співробітництво не цілком відновлює суверенітет Великої Британії. Представники британської риболовецької галузі висловили своє розчарування угодою, яке, на їхню думку, недостатньо обмежило доступ їх конкурентів з країн ЄС до ловіння в британських водах .
За даними інтернет-опитування, проведеного компанією YouGov 29-30 грудня 2020 року, 57% респондентів бажали схвалення Угоди про торгівлю та співробітництво Парламентом Великої Британії та 9% були проти. Серед прихильників Консервативної партії на підтримку цієї угоди висловилися 78%, серед прихильників Брекзиту - 69%. Всього 17% респондентів вважають Угоду про торгівлю та співробітництво вдалою операцією, 21% - невдалою, 31% - ні тією, ні іншою, і ще 31% не визначилися з відповіддю.